# Huberia laurina
Huberia laurina är en tvåhjärtbladig växtart som beskrevs av Dc.. Huberia laurina ingår i släktet Huberia och familjen Melastomataceae. Inga underarter finns listade i Catalogue of Life.